# Bidyogo jezik
Bidyogo jezik (ISO 639-3: bjg; bijago, bijogo, bijougot, bijuga, budjago, bugago), nigersko-kongoanski jezik uže atlantske skupine, kojim govori 29 900 ljudi (2006) na otocima Roxa i Bijago; dijalekt anhaki na otoku Canhabaque (Roxa); dijalekt kagbaaga na otoku Bubaque; Kamona na otocima Caravela i Caraxe; i dijalekt kajoko na otocima Orango i Uno u Gvineji Bisao. O dijalektima na otocima Galinhas i Formosa nema informacija.
Bijago čini vlastitu istoimenu podskupinu atlantskih jezika čiji je jedini predstavnik.

## Vanjske poveznice
- Ethnologue (14th)
- Ethnologue (15th)